# 輕食
輕食（日语：けいしょく），词源来自日本，指的是一類能在短時間內吃完、且不需要餐桌和餐具的小型食物，西式的有三明治、漢堡、可頌、法國麵包、貝果等，中式的有點心、小吃等。
轻食还有一个含义是以凉拌、水煮、蒸烤等方法烹饪低脂肪、低热量、低糖分且高纤维、高饱腹感的食物，随着近些年对健康饮食的推崇，“轻食主义”这一饮食理念受到人们的追捧，但其吃法也引发了部分人对其是否真正健康的担忧。

## 概述

### 歐美國家的輕食

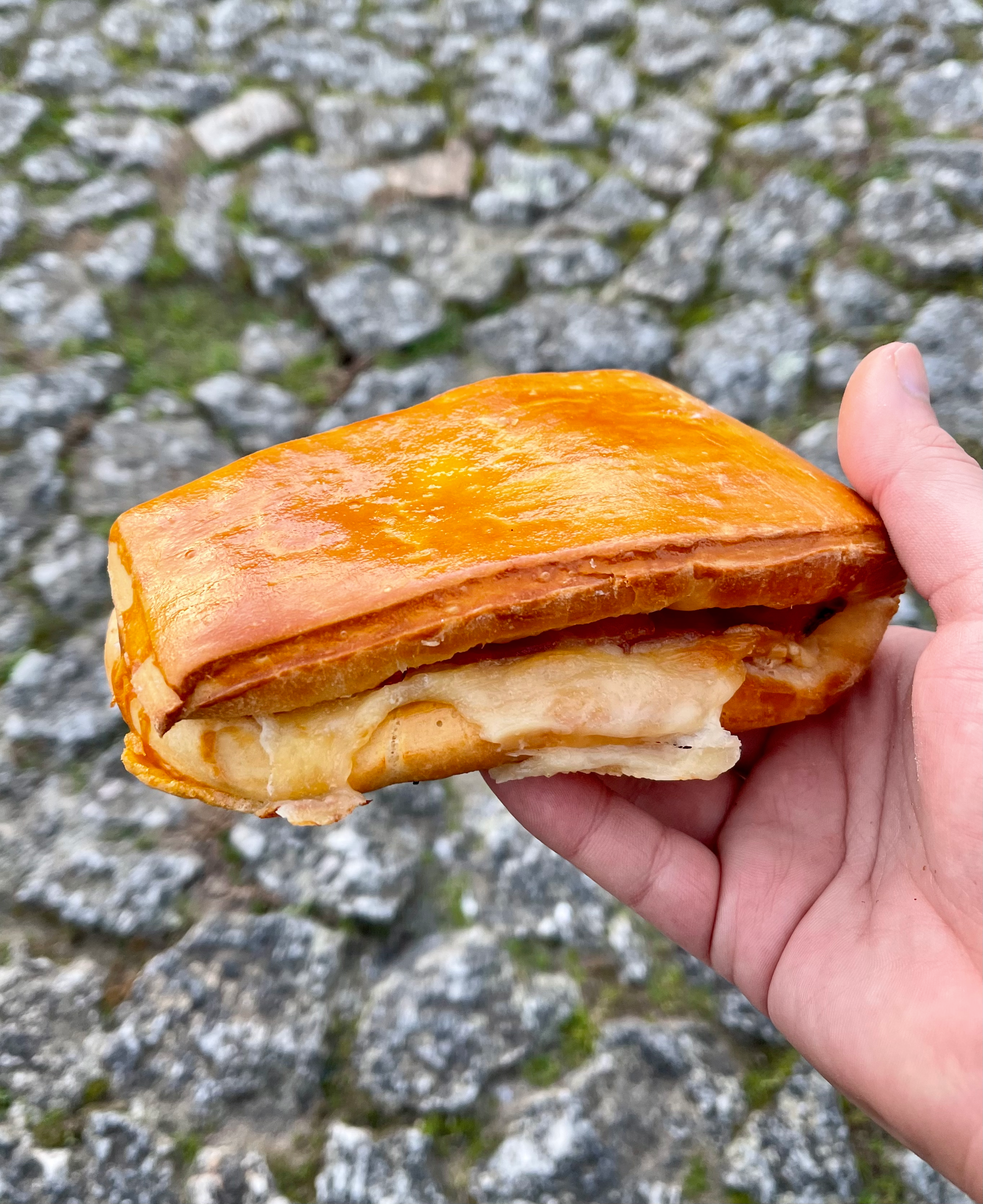

在英語中，輕食可以寫為“Snack”，在歐洲和美國的三明治和漢堡包，日本的飯糰、壽司和日式饅頭都可以歸類為“snack”。另外，大部份零食，例如洋芋片、巧克力棒、餅乾等也是被視為一種西洋的輕食形式，因為它們都能在常規的正餐之外的時間食用，以快速緩解飢餓感。

### 中文圈的輕食
在中國大陸和台灣，有很多點心或小吃都可以歸類為“輕食”，例如作為茶配菜吃的廣式飲茶，港式茶餐廳、冰室食品、飲品、和糖水舖甜點。還有小夜市所販賣的各類小型食物。中文圈的輕食是專門在短時間內烹製而成的，鹹甜兼備，並且可以取代正餐。咸味食品如香港茶餐廳的焗豬扒飯、鴛鴦炒飯、粟米斑塊飯、福建炒飯、葡國雞飯、免治牛肉飯、燒臘飯等碟頭飯和公司三文治、豬扒包、辣魚包等麵包類；甜食如牛奶紅豆冰、蓮子冰、黑牛 （页面存档备份，存于）、白牛 （页面存档备份，存于）、西多士、絲襪奶茶、檸樂、楊枝甘露、菠蘿油、奶油豬、雞尾包、蛋撻、木糠布甸、杏仁豆腐等。

## 輕食文化
- 法國的蛋糕時間：在法國，在下午4點左右會給兒童吃的專門的法式甜點或三明治，這個行為叫做“Goûter”或“quatre heures”，最便宜的版本是傳統的麵包或餅乾，裏面塗上各式果醬、Nutella巧克力醬或美乃滋[6]。

- 西歐的卡司庫路特：西歐國家的語言中，有一個詞叫“casse-croûte”，意思是“打破硬的麵包皮”。最初用來稱呼給沒有牙齒的老人用的磨麵包的工具，但在100年前的19世紀，由於工業革命的影響，該詞已被用來指工廠的工人在休息時所吃的一頓簡單的飯。從那時起，卡司庫路特就成為一個指代帶有濃厚鹹味，有大量大蒜、辣椒、起司、醃製火腿的三明治類輕食[7]。該術語也從1922年開始用於餅乾，尤其是Biscuiterie Nantaiise類型的餅乾，稱為“Casse-Croûte BN”或簡稱為“BN”。在魁北克法語中，casse-croute 一詞是指供應便當型食物的餐廳，從那裡開始，該術語也被用作英國小吃店的同義詞（因為英法同為西歐而在加拿大混淆），作為一種簡單的、可以直接在櫃檯快速供應的食物，類似於麥當勞的快餐[8]。

- 中國廣東省的飲茶：如果不想吃中式的宴會菜，也不想吃路邊攤的食物，可以吃廣式飲茶。廣式飲茶按開胃菜、湯、小菜、麵條/米飯和點心的順序供應[9]。在廣東省形成了一種歷史悠久的文化，雖然名為“飲茶”，但不需要配合著茶來吃，直接吃茶點心吃也行，粵語拼音為“Yumcha”。廣式飲茶中點心基本都有鹹的和甜的，大多數是由小麥粉加糖、菜、肉而製成的，但也有由米飯、麵條等其它主食製成的[10]。
- 香港的茶餐廳和冰室：港式茶餐廳源於香港，是一種融合了中西方飲食文化的餐廳形式。最早的茶餐廳出現在20世紀中葉，當時香港受英國殖民影響，西式食物開始在當地流行，但價格相對昂貴。為了讓大眾能夠以更實惠的價格享用到西式食物，茶餐廳應運而生。 茶餐廳的菜單多樣，既有中式菜餚如炒飯、粥、雲吞麵，也有西式食品如三明治、牛扒、意大利麵等。此外，茶餐廳的特色飲品如奶茶、鴛鴦（咖啡混合奶茶）、檸檬茶等，亦深受顧客喜愛。這些餐廳通常提供全天候服務，供應早餐、午餐、下午茶、晚餐甚至宵夜，因此成為香港市民日常生活的一部分。  冰室則是香港的一種傳統飲食場所，歷史比茶餐廳更為悠久。早期的冰室主要供應簡單的西式甜品和飲品，如雪糕、紅豆冰、汽水等，因為當時的冷氣和冰品並不普及，冰室成為人們享受清涼的理想去處。冰室的名字也因此而來。  隨著時代的變遷，冰室逐漸擴大了其餐單，開始提供簡餐，如菠蘿包、蛋撻、咖啡、茶等。與茶餐廳相比，冰室的裝潢和氛圍通常更為簡樸和懷舊，保留了香港舊時代的風貌。
- 香港的三大快餐集團大家樂、大快活和美心MX均是港式輕食或快餐的代表。

- 英文圈的路邊攤：自古以來，英美國家的街邊小攤就被用來提輕食，通過現場烹調食物並用紙包裹起來，例如熱狗、炸魚薯條、烤肉等，種類極度豐富，無法一一列舉，在英文圈的各大城市隨處可見。提供所謂快餐的連鎖店是提供便餐的最佳商店。在咖啡店，除了咖啡、茶、汽水、果汁（或汽水）等飲料外，通常還供應便餐，我們出售即食冷凍食品和冷凍蛋糕。為了給這樣的司機和乘客提供膳食，他們在到達偏遠目的地之前可能會吃好幾頓飯，除了免下車、高速公路服務區或停車區，還設置了一個輕便的餐廳，這也是稱為小吃角。此外，還有可以加熱冷凍漢堡包的內置微波爐的自動售貨機，以及配備各種自動售貨機的無人休息區等提供便餐的自動售貨機。・還有停車場。對於杯麵等，可以看到配備了倒熱水機構的自動售貨機。

- 日本的便當：日本人喜歡利用便當來完成對輕食的需求，可直接當作正餐，也可作為零食享用。除了作為便餐外，這些還被用作大食者主菜單的副菜單，在某些情況下，還用作少食的老人和幼兒的菜單。日本的便當還催生出了”便利店便當”的亞文化，包括午餐盒、加工食品、糖果和休閒食品，還有許多用塑料薄膜包裹的點心菜單，可以用微波爐加熱後直接食用。在日本西部，在御好燒、章魚燒和日式炒麵也是輕食，作為一般的便餐很受市民歡迎，也被用作配菜。一些屠夫還炸炸丸子，這些配菜通常作為簡單的小吃食用。

## 相關項目
- 小吃
- 即食食品
- 方便麵
- 冰淇淋
- 冷凍食品
- 餐廳
- 咖啡店
- 家常菜